# 貝塞斯達鎮區 (阿肯色州沃希托縣)
貝塞斯達鎮區（英語：Bethesda Township）是位於美國阿肯色州沃希托縣的一個行政鎮區。

## 地方資料
貝塞斯達鎮區的面積為138.78平方千米，當中陸地面積為136.67平方千米，而水域面積為2.11平方千米。根據2010年美國人口普查的數據，當地共有人口177人，而人口密度為每平方千米1.28人。